# Штеппес, Карл
Карл Штеппес (нем. Karl Steppes; 21 июня 1843, Вертхайм — 26 сентября 1913, Мюнхен) — немецкий геодезист. Отец художника Эдмунда Штеппеса.
Поступил на военную службу, затем вышел в отставку и занялся геодезией. Прокладывал железную дорогу Нюрнберг — Регенсбург — Мюнхен. С 1878 года — соредактор периодического издания по геодезии «Zeitschrift für Vermessungswesen». Опубликовал также монографию «Немецкая геодезия» (нем. Das deutsche Vermessungswesen; Штутгарт, 1880, совместно с В. Йорданом).